# Jasieńczyk (herb szlachecki)
Jasieńczyk (Jasienice, Jasieniec, Jasiona, Klucz) – polski herb szlachecki.

## Opis herbu
Opis zgodnie z klasycznymi regułami blazonowania:
…ma być w polu błękitnym Klucz złoty zębami w prawą stroną tarczy obrócony, temiż prosto do góry stojący. W klejnocie pięć piór strusich.

## Najwcześniejsze wzmianki

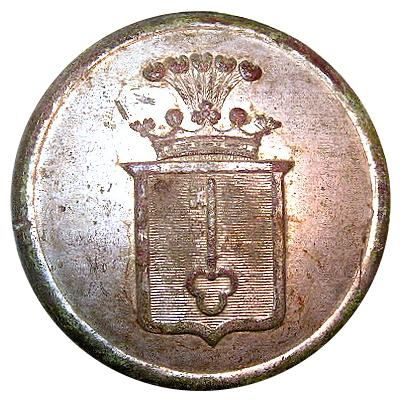
Guzik herbowy

Zapis 1406.

## Herbowni
Lista nazwisk herbownych z Herbarza polskiego Tadeusza Gajla. Jest to dotychczas najpełniejsza lista herbownych.
Barcikowski, Barczykowski, Barszczewski, Barzykowski, Belski, Bielski, Bogorski, Bogurski, Bonieszewski, Boniszewski, Boski, Bosko, Branecki, Bucki, Burn, Burno, Burny, Burski, Buski, Busz, Cebrzyński, Chmielewski, Chustka, Czachowski, Czeczerski, Czyczerski, Czerepański, Czerepowicz, Czereptowicz, Ćwikła, Dobrohost, Ducki, Egintowicz, Falicki, Gaba, Gamba, Gąba, Gol, Grajewski, Grzegorski, Grzegorzewski, Grzembski, Grzębski, Hain, Hajno, Hanow, Hanowski, Hayn, Hayno, Horoszko, Ibiański, Jabłonowski, Jabłoński, Jakucewicz, Jankowski, Janowski, Jasieńczyk, Jasieński, Jasinkowicz, Jasińkowicz, Jasiński, Jasiukowicz, Jasiukiewicz, Jaskowski, Jasnogorski, Jasnogórski, Jaśkowski, Jenczyk, Kamionka, Kamionko, Karczewski, Kiewlicz, Klimowicz, Kluczeński, Kluczewicz, Kluczyński, Klukowski, Kluszewski, Kociszewski, Kokoszka, Kołbielski, Kołubielski, Kołubulski, Kołybielski, Konczewski, Konecki, Koniecki, Konopka, Kończewski, Kowalski, Kraiński, Krajeszewicz, Krajewski, Królikiewicz, Krulikiewicz, Kruszewski, Kruszowski, Krzeczkowski, Kudrewicz, Kunecki, Kwecewicz, Kwiecewicz,
Lichański, Lichnowski, Lichowski, Lukiański, Lulewicz, Lychowski, Łabuzek, Łasicki, Łojewski, Łojowski, Łychowski, Malkiewicz, Małcużyński, Mandzikowski, Markowski, Mędzikowski, Michałowski, Miedzechowski, Miedzichowski, Miedziechowski, Miedzychowski, Międzychowski, Mijakowski, Mikita, Montusz, Nagórny, Obuchowicz, Obuchowski, Ochotnicki, Olsanowski, Olszamowski, Olszanowski, Ostaniecki, Ostaniewicz, Ostaniowicz, Ostoniecki, Ostowiecki, Ostrowiecki, Pawłowicz, Pianowski, Pieczyfortski, Piotrkowski, Płocki, Płoski, Płuszczewski, Przeracki, Przeradzki, Przybysławski, Przyradzki, Pstrąg, Pstrągowski, Radoński, Radowski, Radziński, Radzyński, Rudzikowski, Rudzki, Rybicki, Siwocha, Siwocho, Skorupa, Słuchocki, Słuchowski, Stocki, Stropichowski, Strupiechowski, Suski, Szyryn, Szyryński, Szysznerowicz, Śliwowski, Śliwski,Tworek,
Warpachowski, Warpechowski, Warpęchowski, Warpęs, Warpęsz, Warpuciański, Warpuciński, Wawrowski, Werpachowski, Werpechowski, Witowski, Worain, Woraiński, Worana, Worański, Zastruski, Zborski, Zbroiski, Zbroski, Zbrowski, Zbrożek, Zebrowski, Zywolt, Żabiński, Żdan, Żebrowski, Żegocki, Żelazowski.

## Odmiany herbu
|  | Odmiany herbu Jasieńczyk |

Kolejną odmianą jest chociażby herb Żebrowski, który zgodnie z herbarzem Tadeusza Gajla posiada – klucz na tarczy herbu jest koloru srebrnego, w porównaniu z kluczem na herbie Jasieńczyk.